# Associazione Sportiva Ischia Isolaverde 1995-1996
Questa voce raccoglie le informazioni riguardanti l'Ischia Isolaverde nelle competizioni ufficiali della stagione 1995-1996.

## Stagione
Nella stagione 1995-1996 l'Ischia Isolaverde disputa il girone B del campionato di Serie C1, raccoglie 44 punti che gli valgono il nono posto in classifica. Allenata dalla confermata coppia Vincenzo Rispoli e Franco Impagliazzo, al termine del girone di andata è quinta in classifica in piena zona playoff con 24 punti, poi nel girone di ritorno rallenta la corsa, raggiungendo comunque una tranquilla posizione di centro classifica.

## Divise e sponsor
Lo sponsor tecnico per la stagione 1988-1989 è Legea, mentre lo sponsor ufficiale è Banca Popolare Di Napoli

## Organigramma societario
Area direttiva
- Presidente: Catello Buono
- Direttore amministrativo: Claudio Picconi

Area organizzativa
- Segretario: Giuseppe Mollo

Area tecnica
- Allenatore: Franco Impagliazzo e Vincenzo Rispoli

Area sanitaria
- Medici sociali: dott. Antonio Cristiano
- Massaggiatori: Salvatore Buono

## Rosa
| N. |                   | Ruolo | Calciatore                  |
| -- | ----------------- | ----- | --------------------------- |
|    | Italia (bandiera) | P     | Remo Ianni                  |
|    | Italia (bandiera) | P     | Marco Morrone               |
|    | Italia (bandiera) | P     | Francesco Verde             |
|    | Italia (bandiera) | D     | Stefano De Angelis          |
|    | Italia (bandiera) | D     | Clemente De Siato           |
|    | Italia (bandiera) | D     | Giovanni Giuseppe Di Meglio |
|    | Italia (bandiera) | D     | Flavio Leo                  |
|    | Italia (bandiera) | D     | Vincenzo Matrone            |
|    | Italia (bandiera) | D     | Gennaro Monaco              |
|    | Italia (bandiera) | D     | Antonio Ruggiero            |
|    | Italia (bandiera) | C     | Massimo Buonocore           |
|    | Italia (bandiera) | C     | Michele Castagliuolo        |
|    | Italia (bandiera) | C     | Luigi D'Alessio             |
|    | Italia (bandiera) | C     | Thomas Di Nolfo             |
|    | Italia (bandiera) | C     | Luigi Liguori               |

| N. |                   | Ruolo | Calciatore                |
| -- | ----------------- | ----- | ------------------------- |
|    | Italia (bandiera) | C     | Gioacchino Lombardi       |
|    | Italia (bandiera) | C     | Mario Mancini             |
|    | Italia (bandiera) | C     | Pasquale Martusciello     |
|    | Italia (bandiera) | C     | Stefano Mascioli          |
|    | Italia (bandiera) | C     | Giuseppe Monti (capitano) |
|    | Italia (bandiera) | C     | Alessandro Toti           |
|    | Italia (bandiera) | A     | Rosario Aquino            |
|    | Canada (bandiera) | A     | Rosario Cerminara         |
|    | Italia (bandiera) | A     | Luigi Corvo               |
|    | Italia (bandiera) | A     | Gianluca Di Costanzo      |
|    | Italia (bandiera) | A     | Antonino Di Maggio        |
|    | Italia (bandiera) | A     | Luca Falanga              |
|    | Italia (bandiera) | A     | Luca Gonano               |
|    | Italia (bandiera) | A     | Alessandro Parisi         |

## Calciomercato

### Sessione estiva
| Acquisti | Acquisti                    | Acquisti       | Acquisti          |
| R.       | Nome                        | da             | Modalità          |
| -------- | --------------------------- | -------------- | ----------------- |
| A        | Rosario Aquino              | Livorno        | Compartecipazione |
| D        | Giovanni Giuseppe Di Meglio | Bisceglie      |                   |
| A        | Luca Falanga                | Fidelis Andria |                   |
| C        | Luigi Liguori               | Albanova       |                   |
| C        | Mario Mancini               | Irpinia        |                   |
| C        | Pasquale Martusciello       | Forio          |                   |
| C        | Stefano Mascioli            | Sora           |                   |
| C        | Giuseppe Monti              | Juve Stabia    |                   |

| Cessioni | Cessioni              | Cessioni       | Cessioni      |
| R.       | Nome                  | a              | Modalità      |
| -------- | --------------------- | -------------- | ------------- |
| P        | Guido Nanni           | Juve Stabia    |               |
| D        | Francesco Corsini     |                |               |
| D        | Massimiliano D'Urso   | Rimini         |               |
| D        | Ciro Caruso           | Napoli         | Fine prestito |
| D        | Claudio Ferri         | Fano           |               |
| D        | Gianluca Pacioni      | Ponsacco       |               |
| D        | Antonio Rogazzo       | Albanova       |               |
| C        | Leonardo Aloi         |                | Svincolato    |
| C        | Giovanni Martusciello | Empoli         |               |
| C        | Gaetano Palladino     |                |               |
| A        | Giuseppe Barrucci     | Benevento      |               |
| A        | Luigi Di Baia         | Catanzaro      |               |
| C        | Ciro Muro             | Albanova       |               |
| C        | Salvatore Russo       | Boys Caivanese |               |
| A        | Vittorio Torino       | Cavese         |               |

### Sessione invernale
| Acquisti | Acquisti           | Acquisti | Acquisti |
| R.       | Nome               | da       | Modalità |
| -------- | ------------------ | -------- | -------- |
| A        | Antonino Di Maggio | Fermana  |          |

| Cessioni | Cessioni    | Cessioni    | Cessioni |
| R.       | Nome        | a           | Modalità |
| -------- | ----------- | ----------- | -------- |
| A        | Luca Gonano | Juve Stabia |          |

### Serie C1

#### Girone di andata
| Ischia 27 agosto 1995, ore 16:00 CEST 1ª giornata | Ischia Isolaverde | 0 – 0 | Castel di Sangro | Stadio Vincenzo Mazzella (2500 spett.)\| Arbitro: \| Bertini (Arezzo) \| |
| Arbitro:                                          | Bertini (Arezzo)  |       |                  |                                                                          |

| Acireale 3 settembre 1995, ore 16:00 CEST 2ª giornata | Acireale                  | 0 – 0 | Ischia Isolaverde | Stadio Tupparello\| Arbitro: \| Sciamanna (Ascoli Piceno) \| |
| Arbitro:                                              | Sciamanna (Ascoli Piceno) |       |                   |                                                              |

| Arbitro: | Ferrarini (Parma) |

|                 |           |  |
| Menolascina 80’ | Marcatori |  |

| Arbitro: | Strazzera (Trapani) |

|                   |           |  |
| Gonano 18’ (rig.) | Marcatori |  |

| Arbitro: | Sorte (Bergamo) |

|  |           |            |
|  | Marcatori | 47’ Gonano |

| Arbitro: | Innocente (Udine) |

|                      |           |  |
| Toti 18’ Falanga 90’ | Marcatori |  |

| Arbitro: | Silvestrini (Macerata) |

|                                                |           |  |
| Liguori 10’ De Angelis 49’ Vitiello 52’ (aut.) | Marcatori |  |

| Arbitro: | Alban (Bassano del Grappa) |

|                   |           |            |
| Palmieri 47’, 57’ | Marcatori | 74’ Gonano |

| Arbitro: | Vendramin (Castelfranco Veneto) |

|  |           |                |
|  | Marcatori | 65’ Costantini |

| Arbitro: | Longo (Paola) |

|                |           |          |
| Insanguine 58’ | Marcatori | 5’ Corvo |

| Ischia 12 novembre 1995, ore 14:30 CEST 11ª giornata | Ischia Isolaverde  | 0 – 0 | Nocerina | Stadio Vincenzo Mazzella (2500 spett.)\| Arbitro: \| Apricena (Firenze) \| |
| Arbitro:                                             | Apricena (Firenze) |       |          |                                                                            |

| Arbitro: | Sirotti (Forlì) |

|               |           |           |
| Simonetta 83’ | Marcatori | 54’ Corvo |

| Arbitro: | S. Ayroldi (Salerno) |

|  |           |                   |
|  | Marcatori | 33’ (rig.) Marino |

| Arbitro: | Pirrone (Messina) |

|  |           |             |
|  | Marcatori | 52’ Matrone |

| Arbitro: | Piretti (Ravenna) |

|                                 |           |            |
| Di Venanzio 21’ (aut.) Toti 84’ | Marcatori | 23’ Biondo |

| Arbitro: | Mandolito (Cosenza) |

|                                |           |  |
| Putelli 43’ Matrone 50’ (aut.) | Marcatori |  |

| Ischia 21 gennaio 1996, ore 14:30 CEST 17ª giornata | Ischia Isolaverde | 0 – 0 | Sora | Stadio Vincenzo Mazzella\| Arbitro: \| Urbano (Carbonia) \| |
| Arbitro:                                            | Urbano (Carbonia) |       |      |                                                             |

#### Girone di ritorno
| Arbitro: | Cito (Nichelino) |

|                |           |  |
| Galli 28’, 59’ | Marcatori |  |

| Ischia 14 gennaio 1996, ore 14:30 CEST 19ª giornata | Ischia Isolaverde | 0 – 0 | Acireale | Stadio Vincenzo Mazzella\| Arbitro: \| Corda (Cagliari) \| |
| Arbitro:                                            | Corda (Cagliari)  |       |          |                                                            |

| Arbitro: | Ugo Pizzini (Verona) |

|               |           |  |
| Di Maggio 91’ | Marcatori |  |

| Castellammare di Stabia 4 febbraio 1996, ore 14:30 CEST 21ª giornata | Juve Stabia      | 0 – 0 | Ischia Isolaverde | Stadio Romeo Menti\| Arbitro: \| Bertini (Arezzo) \| |
| Arbitro:                                                             | Bertini (Arezzo) |       |                   |                                                      |

| Arbitro: | Nucini (Bergamo) |

|                                 |           |  |
| Monti 4’ Corvo 22’ Mascioli 93’ | Marcatori |  |

| Arbitro: | Soffritti (Ferrara) |

|               |           |               |
| Chiappara 88’ | Marcatori | 75’ Di Maggio |

| Arbitro: | Lion (Padova) |

|                     |           |  |
| Di Michele 18’, 50’ | Marcatori |  |

| Arbitro: | Rosetti (Torino) |

|             |           |                            |
| Falanga 83’ | Marcatori | 13’ Palmieri 23’ Francioso |

| Arbitro: | Linfatici (Viareggio) |

|  |           |           |
|  | Marcatori | 42’ Corvo |

| Arbitro: | Sirotti (Forlì) |

|  |           |               |
|  | Marcatori | 3’ (aut.) Leo |

| Arbitro: | Fausti (Milano) |

|                  |           |  |
| Monti 80’ (aut.) | Marcatori |  |

| Ischia 14 aprile 1996, ore 16:00 CEST 29ª giornata | Ischia Isolaverde | 0 – 0 | Trapani | Stadio Vincenzo Mazzella\| Arbitro: \| Saccani (Mantova) \| |
| Arbitro:                                           | Saccani (Mantova) |       |         |                                                             |

| Arbitro: | Acronzio (Teramo) |

|                                 |           |           |
| Gianguzzo 18’ (rig.) Marino 87’ | Marcatori | 11’ Corvo |

| Arbitro: | Preschern (Mestre) |

|                 |           |  |
| Di Costanzo 76’ | Marcatori |  |

| Torre del Greco 12 maggio 1996, ore 16:00 CEST 32ª giornata | Turris                  | 0 – 0 | Ischia Isolaverde | Stadio Amerigo Liguori\| Arbitro: \| Pin (Conegliano Veneto) \| |
| Arbitro:                                                    | Pin (Conegliano Veneto) |       |                   |                                                                 |

| Arbitro: | Sciamanna (Ascoli Piceno) |

|                         |           |  |
| Corvo 45’ Di Maggio 57’ | Marcatori |  |

| Arbitro: | Sputore (Vasto) |

|                       |           |  |
| Casale 4’ Barbera 78’ | Marcatori |  |

## Statistiche
Statistiche aggiornate al 27 ottobre 2011

### Statistiche di squadra
| Competizione | Punti | In casa | In casa | In casa | In casa | In casa | In casa | In trasferta | In trasferta | In trasferta | In trasferta | In trasferta | In trasferta | Totale | Totale | Totale | Totale | Totale | Totale | DR |
| Competizione | Punti | G       | V       | N       | P       | Gf      | Gs      | G            | V            | N            | P            | Gf           | Gs           | G      | V      | N      | P      | Gf     | Gs     | DR |
| ------------ | ----- | ------- | ------- | ------- | ------- | ------- | ------- | ------------ | ------------ | ------------ | ------------ | ------------ | ------------ | ------ | ------ | ------ | ------ | ------ | ------ | -- |
| Serie C2     | 44    | 17      | 8       | 5       | 4       | 16      | 6       | 17           | 3            | 6            | 8            | 8            | 17           | 34     | 11     | 11     | 12     | 24     | 23     | +1 |
| Coppa Italia | -     | 1       | 1       | 0       | 0       | 1       | 0       | 1            | 0            | 0            | 1            | 1            | 3            | 2      | 1      | 0      | 1      | 2      | 3      | -1 |
| Totale       | -     | 18      | 9       | 5       | 4       | 17      | 6       | 18           | 3            | 6            | 9            | 9            | 20           | 36     | 12     | 11     | 13     | 26     | 26     | 0  |

### Statistiche dei giocatori
| Giocatore             | Serie C1 | Serie C1 | Coppa Italia | Coppa Italia | Altro    | Altro | Totale   | Totale |
| Giocatore             | Presenze | Reti     | Presenze     | Reti         | Presenze | Reti  | Presenze | Reti   |
| --------------------- | -------- | -------- | ------------ | ------------ | -------- | ----- | -------- | ------ |
| M. Buonocore          | 11       | 0        | -            | -            | -        | -     | 11       | 0      |
| M. Castagliuolo       | 2        | 0        | -            | -            | -        | -     | 2        | 0      |
| R. Cerminara          | 9        | 0        | -            | -            | -        | -     | 9        | 0      |
| L. Corvo              | 34       | 6        | -            | -            | -        | -     | 34       | 6      |
| L. D'Alessio          | 16       | 0        | -            | -            | -        | -     | 16       | 0      |
| S. De Angelis         | 28       | 1        | -            | -            | -        | -     | 28       | 1      |
| C. De Siato           | 16       | 0        | -            | -            | -        | -     | 16       | 0      |
| G. Di Costanzo        | 3        | 1        | -            | -            | -        | -     | 3        | 1      |
| A. Di Maggio          | 11       | 3        | -            | -            | -        | -     | 11       | 3      |
| G. Giuseppe Di Meglio | 30       | 0        | -            | -            | -        | -     | 30       | 0      |
| T. Di Nolfo           | 2        | 0        | -            | -            | -        | -     | 2        | 0      |
| L. Falanga            | 28       | 2        | -            | -            | -        | -     | 28       | 2      |
| L. Gonano             | 9        | 3        | -            | -            | -        | -     | 9        | 3      |
| R. Ianni              | 4        | 0        | -            | -            | -        | -     | 4        | 0      |
| F. Leo                | 33       | 0        | -            | -            | -        | -     | 33       | 0      |
| L. Liguori            | 28       | 1        | -            | -            | -        | -     | 28       | 1      |
| G. Lombardi           | 7        | 0        | -            | -            | -        | -     | 7        | 0      |
| M. Mancini            | 3        | 0        | -            | -            | -        | -     | 3        | 0      |
| P. Martusciello       | 18       | 0        | -            | -            | -        | -     | 18       | 0      |
| S. Mascioli           | 19       | 1        | -            | -            | -        | -     | 19       | 1      |
| V. Matrone            | 28       | 1        | -            | -            | -        | -     | 28       | 1      |
| G. Monaco             | 33       | 0        | -            | -            | -        | -     | 33       | 0      |
| G. Monti              | 24       | 1        | -            | -            | -        | -     | 24       | 1      |
| M. Morrone            | 32       | -19      | -            | -            | -        | -     | 32       | -19    |
| A. Parisi             | 2        | 0        | -            | -            | -        | -     | 2        | 0      |
| A. Ruggiero           | 6        | 0        | -            | -            | -        | -     | 6        | 0      |
| A. Toti               | 33       | 2        | -            | -            | -        | -     | 33       | 2      |